# Josef Čapek
Josef Čapek  (pronunciación checa: [ˈjozɛf ˈtʃapɛk]; n. 23 de marzo de 1887-f. en abril de 1945) fue un artista checo quien se destacó como pintor, pero que también logró reconocimiento como escritor y poeta. Inventó la palabra robot, que fue introducida en la literatura por su hermano, Karel Čapek.

## Biografía
Nació en Hronov, Bohemia (Imperio Austrohúngaro, más tarde Checoslovaquia, ahora República Checa) en 1887. Comenzó siendo pintor de la escuela Cubista, para más tarde desarrollar su propio estilo. Colaboró con su hermano Karel en numerosas obras de teatro y cuentos; por su cuenta escribió la obra de teatro utópica La tierra de muchos nombres y varias novelas, así como ensayos críticos. Su hermano lo acreditó como el inventor del término "robot". Como dibujante,  trabajó para Lidové Noviny, un diario de Praga.
Debido a su actitud crítica hacia Adolf Hitler y el nacionalsocialismo,  fue arrestado después de la invasión alemana de Checoslovaquia en 1939. Escribió Poemas desde un campo de concentración en el campo de concentración de Bergen-Belsen, donde murió en 1945.
Sus historias ilustradas sobre 'El perrito y la gatita' (Pejsek a kočička) es considerado un clásico de la literatura infantil checa.

## Selección de sus obras literarias
- Lelio, 1917
- Stín kapradiny (Sombra de helecho), 1930, novela
- Kulhavý poutník (El peregrino cojo), ensayos, 1936
- Země mnoha jmen (Tierra de Muchos Nombres)
- Básně z koncentračního tábora (Poemas desde un campo de concentración), publicado póstumamente en 1946
- Adam Stvořitel (Adam el Creador) – con Karel Čapek
- Dášeňka, čili život štěněte (Dášeňka o sea, la vida de un cachorro) – con Karel Čapek, ilustrado por Josef
- Ze života hmyzu (De la vida de los insectos) 1921 con Karel Čapek